# 1895 w polityce
Wydarzenia polityczne w 1895 roku.
- 29 grudnia - Rajd Jamesona: z Mafeking wyruszyła ekspedycja dowodzona przez Leandera Jamesona z zamiarem wywołania probrytyjskiego powstania w Natalu[1].

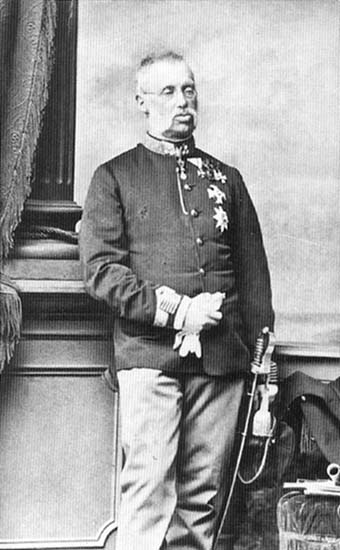
Albrecht Fryderyk Habsburg

## Zmarli
- 2 lutego Albrecht Fryderyk Habsburg, książę cieszyński[2].